# 홍첨
홍염(弘曕, 1733년 5월 9일 ~ 1765년 4월 27일)은 청나라의 황족 종실 겸 시문학가이다. 그는 청나라 제5대 군주 옹정제(雍正帝)의 서자(庶子)이며 보통적으로 어린 시절 이름인 홍첨(弘瞻)으로도 유명하였다.
그의 본명(本名)은 아이신줴뤄 훙옌(愛新覺羅 弘曕, 애신각라 홍염, 1735년 8월 11일 개명.)이며 아명(兒名)은 아이신줴뤄 훙잔(愛新覺羅 弘瞻, 애신각라 홍첨.)이다.
그는 2세 시절이던 1735년 6월 11일을 기하여 군왕(郡王) 작위에 책봉되었고 이어 같은 해(1735년) 10월 8일을 기하여 옹정제의 붕어(崩御)를 목도하였으며 그 후 시문학가(시인)로 활약하며 이복 형 건륭제(乾隆帝)의 총애(寵愛)를 받았으나 병약한 그 또한 향년 32세로 훙서(薨逝)하였다.

## 같이 보기
- 입팔분공